# Paraphasma fasciatum
Paraphasma fasciatum är en insektsart som först beskrevs av Gray, G.R. 1835.  Paraphasma fasciatum ingår i släktet Paraphasma och familjen Pseudophasmatidae. Inga underarter finns listade i Catalogue of Life.